# Оринбая Тайманова
Оринба́я Тайма́нова (каз. Орынбай Тайманов) — село у складі району Байдібека Туркестанської області Казахстану. Входить до складу Боралдайського сільського округу.
До 1992 року село називалось — Нижній Боралдай.
Населення — 973 особи (2021; 1233 у 2009, 830 у 1999, 1030 у 1989).